# Bram Tchaikovsky
Bram Tchaikovsky (nascido Peter Bramall, Lincolnshire, em 10 de novembro de 1950) é um cantor e músico inglês. Segundo Chris Woodstra, em sua biografia no Allmusic, Bram Tchaikovsky começou em bandas de pub rock de sua cidade natal, se juntando ao The Motors em 1977 e por pouco tempo. Sua banda mostrou uma grande promessa com seu primeiro álbum, Strange Man, Changed Man, se encaixando perfeitamente com o movimento crescente do power pop. O inesquecível "Girl of My Dreams", um verdadeiro ponto alto da época, tornou-se um hit em ambos os lados do Atlântico.

## História
Bram começou a tocar guitarra na adolescência, em um grupo de meados da década de 1960. Na década de 1970, ele formou o All-Time Heroes com James Roper tocando baixo, Majo tocando teclados e Keith Line tocando bateria. Eles gravaram algumas demos e saíram em turnê.
Em fevereiro de 1977, Bram Tchaikovsky fez o teste para o The Motors e, apesar de ter falhado na primeira audição, logo foi chamado. Em 1978, enquanto Andy McMaster e Nick Garvey lideravam o Motors, Bram se junta a Mike Broadbent (baixo, guitarra e teclados) e Keith Boyce (bateria) para gravar um single, "Sarah Smiles", com produção de Nick Garvey e lançado pela Criminal Records. Assinam com a Radar Records, que também contratara Elvis Costello e Nick Lowe.
Com o trio Bram, Mike e Keith, se autodenominando Bram Tchaikovsky, começam a gravar o álbum de estreia, Strange Man, Changed Man, em novembro e dezembro de 1978 e janeiro de 1979. Mike Oldfield se juntou a eles para tocar sinos tubulares em "Girl of My Dreams", que entrou no Top 40 dos Estados Unidos (segundo a Billboard, #37 em 1 de setembro de 1979 e descendo a #99 em 22 de setembro de 1979). O coprodutor Nick Garvey forneceu alguns backing vocals e baixo em "Lady From The USA". Peter Ker e os integrantes do Bram Tchaikovsky coproduziram o álbum com Garvey. A música "Sarah Smiles" também foi adicionada ao disco.
Bram Tchaikovsky ainda continuou, através de mudanças rápidas de pessoal, para gravar mais dois álbuns: The Russians Are Coming (lançado com o nome de Pressure nos Estados Unidos; embora um EP tenha sido lançado na Inglaterra com o mesmo nome e capa, sendo uma compilação de músicas de 1979 e 1980) em 1980, e Funland, em 1981. Uma queda considerável de vendas levou Bram Tchaikovsky a dissolver a banda e se retirar do mundo da música.

## Discografia

### Álbuns
- Strange Man, Changed Man (1979) - Radar Records (UK) e Polydor Records (EUA)
- The Russians Are Coming (1980) - Radar Records (UK)
- Pressure (1980) - Polydor Records (edição do álbum The Russians Are Coming nos EUA)
- Funland (1981) - Arista Records (UK/EUA)

### EP
- Pressure (1980) - Radar Records (lançado apenas na Inglaterra. A: "Pressure", "Mr. President", "New York Paranoia" / B: "Rock And Roll Cabaret", "Strange Man, Changed Man", "Lonely Dancer")

### Singles (UK)
- 12", A: "Sarah Smiles", "Turn On The Light" / B: "Bloodline" (1978) - Criminal Records
- 7", A: "Sarah Smiles" / B: "Turn On The Light" (1978) - Criminal Records
- 7", A: "Turn On The Light" / B: "Bloodline" (1978) - Criminal Records
- 12", A: "Goodnight Ladies (Lullaby of Broadway)" / B: "Rock 'N' Roll Cabaret", "(Who Wants To Be A) Criminal" (1979) - Criminal Records
- 7", A: "Lullaby of Broadway" / B: "(Who Wants To Be A) Criminal" (1979) - Criminal Records
- 7", A: "I'm The One That's Leaving" / B: "Amelia" (1979) - Radar Records[7]
- 7", A: "I'm The One That's Leaving" / B: "Amelia" (1979) - Radar Records (picture disc)[8]
- 7", A: "Girl of My Dreams" / B: "Come Back" (1979) - Radar Records
- 2 X 7" Disco 1, A: "Girl of My Dreams" / B: "Come Back" - Disco 2, A: "Robber" / B: "Whiskey And Wine" (1979) - Radar Records
- 7", A: "Let's Dance" / B: "Rock And Roll Cabaret" (1980) - Radar Records
- 7", A: "Shall We Dance" / B: "Miracle Cure" (1981) - Arista Records[9]
- 7", A: "Breaking Down The Walls of Heartache" / B: "Egyptian Mummies" (1981) - Arista Records

Singles promocionais não listados.

### Singles (EUA)
- 7", A: "Girl of My Dreams" / B: "Sarah Smiles" (1979) - Polydor Records
- 7", A: "Let's Dance" / B: "Hollywood Nightmare" (1980) - Polydor Records

Singles promocionais não listados.

### Músicas em coletâneas de power pop
- DIY: Starry Eyes - UK Pop II (1978-79) (1993) - Rhino Records (música "Girl of My Dreams")
- Poptopia! Power Pop Classics of The '70s (1997) - Rhino Records (música "Girl of My Dreams")